# ديف هاريس
ديف هاريس (بالإنجليزية: Dave Harris)‏ هو لاعب كرة قاعدة أمريكي، ولد في 14 يوليو 1900 في سمرفيلد في الولايات المتحدة، وتوفي في 18 سبتمبر 1973 في أتلانتا في الولايات المتحدة.

## وصلات خارجية
- ديف هاريس على موقعبيزبول رفرنس.كوم (الدوري الرئيسي) (الإنجليزية)
- ديف هاريس على موقع مشجعي الرسوم البيانية (الإنجليزية)